# IPW New Zealand Heavyweight Championship
L'IPW New Zealand Heavyweight Championship è un titolo della Impact Pro Wrestling, federazione di wrestling neozelandese. Il titolo è nato nel 2002 ed è tuttora attivo.

## Albo d'oro
| Wrestlers         | Regni | Data             | Luogo           | Notes                                                                                                  |
| ----------------- | ----- | ---------------- | --------------- | --- |
| The Machine       | 1     | 9 aprile 2002    | Mangere         | Sconfisse Jon E. King in un match singolo dopo che questo aveva vinto una battle royal.                |
| Davey Deluxeo     | 1     | 7 dicembre 2002  | Point Chevalier | |
| Lyte Playa        | 1     | 5 maggio 2004    | Point Chevalier | |
| Davey Deluxeo     | 2     | 18 agosto 2004   | Point Chevalier | |
| The Machine       | 2     | 18 dicembre 2004 | Mangere         | |
| Vacante           | N/A   | 20 aprile 2005   | Mangere         | Reso vacante dopo l'infortunio alla mano di The Machine                                                |
| The Economist     | 1     | 23 aprile 2005   | Mangere         | Vinse il titolo in un Fatal 4-Way match a eliminazione contro Joey Kinkade, Jon E. King e The Machine. |
| Alfred Valentine  | 1     | 29 ottobre 2005  | Lynfield        | |
| Jon E. King       | 1     | 25 marzo 2006    | Lynfield        | |
| Alfred Valentine  | 2     | 15 aprile 2006   | Lynfield        | |
| Jon E. King       | 2     | 17 giugno 2006   | Lynfield        | In un ladder match                                                                                     |
| Davey Deluxeo     | 3     | 27 agosto 2006   | Lynfield        | |
| Jon E. King       | 3     | 26 novembre 2006 | Lynfield        | In un Fatal 4-Way che includeva anche Deluxeo, Jordan Invincible e Alexander.                          |
| Dal Knox          | 1     | 15 dicembre 2007 | Westlake        | In un Fans Bring the Weapons match (un match in cui possono interferire anche i fans).                 |
| Jordan Invincible | 1     | 28 giugno 2008   | Lynfield        | In un NO DQ Match                                                                                      |
| Dal Knox          | 2     | 4 ottobre 2008   | Lynfield        | |
| Joseph Kinkade    | 1     | 5 settembre 2009 | Lynfield        | |
| Vinny Dunn        | 1     | 12 dicembre 2009 | Westlake        | In un Fans bring the Weapons match.                                                                    |
| Reuben De Jong    | 1     | 29 maggio 2010   | Westlake        | In un open challenge match lanciato dallo stesso Dunn.                                                 |
| Vinny Dunn        | 2     | 22 agosto 2010   | Westlake        | |
| Dal Knox          | 3     | 22 agosto 2010   | Westlake        | |
| Vinny Dunn        | 3     | 11 dicembre 2010 | Westlake        | |